# 宁海西路
宁海西路是位於中華人民共和國上海市黄浦区八仙桥一條東西走向道路，道路西起连云路，東至黃陂南路，歷史上道路东至西藏南路。杜月笙的杜公館就位於寧海西路上。
清朝光绪十八年（1892年），上海法租界公董局越界筑路，當時道路起名宁兴街。中華民国3年（1914年）道路更名為华格臬路（Rue Wagner），路名來自法国驻沪领事。中華民国32年（1943年），道路更名為宁海路，路名來自浙江寧海縣。中華民国35年（1946年）又更名宁海西路。